# Afrikaspiele 1987
Die IV. Afrikaspiele (englisch 4th All Africa Games, französisch 4eme Jeux africains) fanden vom 1. bis zum 12. August 1987 in der kenianischen Hauptstadt Nairobi, größtenteils im Kasarani-Stadion, statt. Die Austragung war ursprünglich für das Jahr 1982 geplant, wurde allerdings mehrfach verschoben. Etwa 3.000 Athleten aus 38 Nationen nahmen an den Wettbewerben teil, Feldhockey und Gewichtheben standen zum ersten Mal auf dem Programm. Marokko boykottierte die von der CSSA ausgerichteten Spiele, Südafrika wurde wegen der anhaltenden Apartheid ausgeschlossen, Gabun, Libyen und der Niger zogen ihre Teilnahme an den Spielen kurzfristig zurück.

## Ergebnisse

### Basketball
|  | Halbfinale       | Halbfinale |                |    | Finale | Finale |
|  |                  |            |                |    |        |        |
|  | Angola           | 85         |                |    |        |        |
|  | Kenia            | 53         |                |    |        |        |
|  |                  |            |                |    |        |        |
|  |                  |            |                |    |        |        |
|  | Angola           | 79         |                |    |        |        |
|  |                  | Senegal    | 65             |    |        |        |
|  |                  |            |                |    |        |        |
|  | Spiel um Platz 3 |            |                |    |        |        |
|  |                  |            | Kenia          | 83 |        |        |
|  | Senegal          | 48         | Elfenbeinküste | 92 |        |        |
|  | Elfenbeinküste   | 40         |                |    |        |        |

|  | Halbfinale       | Halbfinale |          |    | Finale | Finale |
|  |                  |            |          |    |        |        |
|  | Zaire            | 83         |          |    |        |        |
|  | Senegal          | 54         |          |    |        |        |
|  |                  |            |          |    |        |        |
|  |                  |            |          |    |        |        |
|  | Zaire            | 88         |          |    |        |        |
|  |                  | Angola     | 45       |    |        |        |
|  |                  |            |          |    |        |        |
|  | Spiel um Platz 3 |            |          |    |        |        |
|  |                  |            | Senegal  | 68 |        |        |
|  | Angola           | 64         | Mosambik | 57 |        |        |
|  | Mosambik         | 47         |          |    |        |        |

### Boxen
Männer
| Gewichtsklasse                  | Gold            | Silber               | Bronze |
| ------------------------------- | --------------- | -------------------- | ------ |
| Halbfliegengewicht (bis 48 kg)  | Maurice Maina   | Emmanuel Nsubuga     |        |
| Fliegengewicht (bis 51 kg)      | Gemelhu Bezabeh | Ben Mwagata          |        |
| Bantamgewicht (bis 54 kg)       | Stephen Mwema   | Ndaba Dube           |        |
| Federgewicht (bis 57 kg)        | John Wanjau     | Haritora Rapotamanga |        |
| Leichtgewicht (bis 60 kg)       | Patrick Waweru  | Charles Lubulwa      |        |
| Halbweltergewicht (bis 63,5 kg) | David Kamau     | Tewodros Mitiku      |        |
| Weltergewicht (bis 67 kg)       | Robert Wangila  | Sahelu Mekuria       |        |
| Halbmittelgewicht (bis 71 kg)   | Mohammed Orungi | Martin Nougle        |        |
| Mittelgewicht (bis 75 kg)       | Patrick Lihanda | Ahmed Dine           |        |
| Halbschwergewicht (bis 81 kg)   | Rund Kanika     | Mustapha Moussa      |        |
| Schwergewicht (bis 91 kg)       | Fred Kaddu      | Mohamed Bouchiche    |        |
| Superschwergewicht (über 91 kg) | Chris Odera     | Tshibalabala Kadima  |        |

### Feldhockey
Männer
| Rang   | Mannschaft | S | U | N |
| ------ | ---------- | - | - | - |
| Gold   | Kenia      | 5 | 1 | 0 |
| Silber | Simbabwe   | 5 | 1 | 0 |
| Bronze | Nigeria    | 4 | 0 | 2 |
| 4      | Ägypten    | 3 | 0 | 3 |
| 5      | Ghana      | 2 | 0 | 4 |
| 6      | Tansania   | 1 | 0 | 5 |
| 7      | Sambia     | 0 | 0 | 6 |

### Fußball
Männer
|  | Halbfinale       | Halbfinale |         |   | Finale | Finale |
|  |                  |            |         |   |        |        |
|  | Ägypten          | 1 (4)      |         |   |        |        |
|  | Kamerun          | 1 (3)      |         |   |        |        |
|  |                  |            |         |   |        |        |
|  |                  |            |         |   |        |        |
|  | Ägypten          | 1          |         |   |        |        |
|  |                  | Kenia      | 0       |   |        |        |
|  |                  |            |         |   |        |        |
|  | Spiel um Platz 3 |            |         |   |        |        |
|  |                  |            | Kamerun | 1 |        |        |
|  | Kenia            | 1 (4)      | Malawi  | 3 |        |        |
|  | Malawi           | 1 (3)      |         |   |        |        |

Weitere Platzierungen
1. Elfenbeinküste
2. Madagaskar
3. Senegal
4. Tunesien

### Gewichtheben
Männer
| Gewichtsklasse                   | Gold                  | Silber                | Bronze             |
| -------------------------------- | --------------------- | --------------------- | ------------------ |
| Fliegengewicht (bis 52 kg)       | Larbi Trab            | Ramadan Mahmoud       | Hamoda Matwali     |
| Bantamgewicht (bis 56 kg)        | Taoufik Maaouia       | Ahmed Tarbi           | Ridha Ayachi       |
| Federgewicht (bis 60 kg)         | Lawrence Iquaibom     | Abdel Monaim Yahiaoui | Haja Ratovinirina  |
| Leichtgewicht (bis 67,5 kg)      | Hassan-Hamdy Bassiony | Moshood Adeniy        | Jimmy Idogesit     |
| Mittelgewicht (bis 75 kg)        | Moustafa Ellozy       | Armen Khalil          | Godfrey Ehineboh   |
| Halbschwergewicht (bis 82,5 kg)  | Mahmoud Mahgoub       | Muyiwa Odusanya       | Mikki Jerbi        |
| Mittelschwergewicht (bis 90 kg)  | Ibrahim Hassona       | Olusola Awosina       | Joseph Osiobor     |
| Schwergewicht (bis 100 kg)       | Emmanuel Oshomah      | Said Khalil           | Theodore Nkwayed   |
| 2. Schwergewicht (bis 110 kg)    | Reda Elbatoty         | Dieudonné Takou       | Bartholomew Oluoma |
| Superschwergewicht (über 110 kg) | Ojadi Aduche          | Fouad Adham           | Musa Gikone        |

### Handball
|  | Halbfinale          | Halbfinale          |         |    | Finale | Finale |
|  |                     |                     |         |    |        |        |
|  | Algerien            | 18                  |         |    |        |        |
|  | Ägypten             | 17                  |         |    |        |        |
|  |                     |                     |         |    |        |        |
|  |                     |                     |         |    |        |        |
|  | Algerien            | 17                  |         |    |        |        |
|  |                     | Volksrepublik Kongo | 15      |    |        |        |
|  |                     |                     |         |    |        |        |
|  | Spiel um Platz 3    |                     |         |    |        |        |
|  |                     |                     | Ägypten | 17 |        |        |
|  | Volksrepublik Kongo | 17                  | Kamerun | 11 |        |        |
|  | Kamerun             | 16                  |         |    |        |        |

|  | Halbfinale          | Halbfinale          |         |    | Finale | Finale |
|  |                     |                     |         |    |        |        |
|  | Elfenbeinküste      | 20                  |         |    |        |        |
|  | Senegal             | 12                  |         |    |        |        |
|  |                     |                     |         |    |        |        |
|  |                     |                     |         |    |        |        |
|  | Elfenbeinküste      | 22                  |         |    |        |        |
|  |                     | Volksrepublik Kongo | 11      |    |        |        |
|  |                     |                     |         |    |        |        |
|  | Spiel um Platz 3    |                     |         |    |        |        |
|  |                     |                     | Senegal | 13 |        |        |
|  | Volksrepublik Kongo | 17                  | Kamerun | 18 |        |        |
|  | Kamerun             | 15                  |         |    |        |        |

### Judo
Männer
| Gewichtsklasse                 | Gold               | Silber              | Bronze                               |
| ------------------------------ | ------------------ | ------------------- | ------------------------------------ |
| Superleichtgewicht (bis 60 kg) | Abdelhakim Harkat  | Mohamed Nabil       | Clement Bodelous Herbert Pamulo      |
| Halbleichtgewicht (bis 66 kg)  | Meziane Dahmani    | Abdelfattah Samir   | James Mafuta Pierre-Yves Séné        |
| Leichtgewicht (bis 71 kg)      | Mohamed Meridja    | Anwar Khaled        | Mamudu Adamu Hassen Ben Gamra        |
| Halbmittelgewicht (bis 78 kg)  | Hussein Abdelhak   | Salah Rekik         | Adda Bouziane Abubacar Ghan Zimo     |
| Mittelgewicht (bis 86 kg)      | Ankiling Diabone   | West Iqiebor        | Youssef Hamadouche Labad Salahamar   |
| Halbschwergewicht (bis 95 kg)  | Abdelmajid Snoussi | Alaa-Eddine El-Orfi | Djamel Fares Eferbo Inagha           |
| Schwergewicht (über 95 kg)     | Mohamed Rashwan    | Salawa Dauda        | Béchir Khiari Boualem Miloudi        |
| Offene Klasse                  | Mohamed Rashwan    | Béchir Khiari       | West Iqiebor Helder Jose De Carvalho |

### Leichtathletik

#### Männer
- Laufwettbewerbe[12][13][14]

| Disziplin        | Gold                                                       | Land      | Zeit     | Silber                                            | Land      | Zeit     | Bronze                                                        | Land           | Zeit     |
| ---------------- | ---------------------------------------------------------- | --------- | -------- | ------------------------------------------------- | --------- | -------- | ------------------------------------------------------------- | -------------- | -------- |
|                  |                                                            |           |          |                                                   |           |          |                                                               |                |          |
| 100 m            | Chidi Imoh                                                 | Nigeria   | 10.10    | Eric Akogyiram                                    | Ghana     | 10.32    | Charles-Louis Seck                                            | Senegal        | 10.33    |
| 200 m            | Simon Kipkemboi                                            | Kenia     | 20.90    | John Myles-Mills                                  | Ghana     | 20.94    | Eseme Ikpoto                                                  | Nigeria        | 21.01    |
| 400 m            | Innocent Egbunike                                          | Nigeria   | 44.23    | David Kitur                                       | Kenia     | 44.93    | Moses Ugbisie                                                 | Nigeria        | 45.35    |
| 800 m            | Billy Konchellah                                           | Kenia     | 1:45.99  | Stephen Marai                                     | Kenia     | 1:46.64  | Dieudonné Kwizéra                                             | Burundi        | 1:46.69  |
| 1500 m           | Sisa Kirati                                                | Kenia     | 3:39.40  | Wilfred Kirochi                                   | Kenia     | 3:39.66  | Joseph Chesire                                                | Kenia          | 3:39.84  |
| 5000 m           | John Ngugi                                                 | Kenia     | 13:31.87 | Paul Kipkoech                                     | Kenia     | 13:36.32 | Peter Koech                                                   | Kenia          | 13:44.94 |
| 10.000 m         | Paul Kipkoech                                              | Kenia     | 28:34.77 | Abebe Mekonnen                                    | Äthiopien | 28:58.70 | Some Muge                                                     | Kenia          | 28:59.96 |
| Marathon         | Belayneh Dinsamo                                           | Äthiopien | 2:14:47  | Dereje Nedi                                       | Äthiopien | 2:15:27  | Kebede Balcha                                                 | Äthiopien      | 2:16:07  |
| 110 m Hürden     | Judex Lefou                                                | Mauritius | 14.11    | Gideon Yego                                       | Kenia     | 14.24    | René Djédjémel Mélédjé                                        | Elfenbeinküste | 14.30    |
| 400 m Hürden     | Amadou Dia Ba                                              | Senegal   | 48.03    | Shem Ochako                                       | Kenia     | 48.97    | Henry Amike                                                   | Nigeria        | 49.08    |
| 3000 m Hindernis | Patrick Sang                                               | Kenia     | 8:33.69  | Joshua Kipkemboi                                  | Kenia     | 8:45.94  | Astère Havugiyarémye                                          | Burundi        | 8:57.19  |
| 20 km Gehen      | Shemsu Hassan                                              | Äthiopien | 1:35:57  | William Sawe                                      | Kenia     | 1:42:30  | Mutisya Kilonzo                                               | Kenia          | 1:43:04  |
| 4 × 100 m        |                                                            | Nigeria   | 39.06    |                                                   | Kenia     | 39.64    |                                                               | Senegal        | 39.70    |
| 4 × 400 m        | Moses Ugbisie Joseph Fallaye Henry Amike Innocent Egbunike | Nigeria   | 3:00.55  | John Anzrah Tito Sawe Elkana Nyang'au David Kitur | Kenia     | 3:01.00  | P.C. Nyabenda C. Rugerinyange A. Nsazurwimo Dieudonné Kwizéra | Burundi        | 3:06.91  |
|                  |                                                            |           |          |                                                   |           |          |                                                               |                |          |

- Sprung-, Stoß-, Wurfdisziplinen, Mehrkampf[14][15]

| Disziplin      | Gold               | Land     | Leistung    | Silber               | Land           | Leistung    | Bronze                | Land       | Leistung    |
| -------------- | ------------------ | -------- | ----------- | -------------------- | -------------- | ----------- | --------------------- | ---------- | ----------- |
|                |                    |          |             |                      |                |             |                       |            |             |
| Hochsprung     | Othmane Belfaa     | Algerien | 2,19        | Asmir Okoro          | Nigeria        | 2,16        | Paul Ngadjadoum       | Tschad     | 2,16        |
| Stabhochsprung | Choukri Abahnini   | Tunesien | 4,85        | Abdelatif Chekir     | Tunesien       | 4,75        | Sami Si Mohamed       | Algerien   | 4,70        |
| Weitsprung     | Paul Emordi        | Nigeria  | 8,23        | Yusuf Alli           | Nigeria        | 8,18        | Joseph Kio            | Nigeria    | 7,96        |
| Dreisprung     | Francis Dodoo      | Ghana    | 17,12       | Joseph Taiwo         | Nigeria        | 16,90       | Toussaint Rabenala    | Madagaskar | 16,35       |
| Kugelstoßen    | Adewale Olukoju    | Nigeria  | 18,13       | Martin Mélagne       | Elfenbeinküste | 17,89       | Ahmed Mohamed Ashoush | Ägypten    | 17,85       |
| Diskuswurf     | Adewale Olukoju    | Nigeria  | 56,50       | Mohamed Naguib Hamed | Ägypten        | 56,08       | Hassan Ahmed Hamad    | Ägypten    | 55,84       |
| Hammerwurf     | Hakim Toumi        | Algerien | 70,10       | Yacine Louail        | Algerien       | 63,66       | Ahmed Ibrahim Taha    | Ägypten    | 57,52       |
| Speerwurf      | Justin Arop        | Uganda   | 73,42       | Zakayo Malekwa       | Tansania       | 72,32       | George Odera          | Kenia      | 71,30       |
| Zehnkampf      | Ahmed Mahour Bacha | Algerien | 7104 Punkte | Mbanefo Akpom        | Nigeria        | 6979 Punkte | Geoffrey Seurey       | Kenia      | 6918 Punkte |
|                |                    |          |             |                      |                |             |                       |            |             |

#### Frauen
- Laufwettbewerbe[14][17]

| Disziplin           | Gold                | Land    | Zeit     | Silber                                                                  | Land    | Zeit     | Bronze                                                      | Land     | Zeit     |
| ------------------- | ------------------- | ------- | -------- | ----------------------------------------------------------------------- | ------- | -------- | ----------------------------------------------------------- | -------- | -------- |
|                     |                     |         |          |                                                                         |         |          |                                                             |          |          |
| 100 m               | Tina Iheagwam       | Nigeria | 11.32    | Falilat Ogunkoya                                                        | Nigeria | 11.43    | Mary Onyali                                                 | Nigeria  | 11.47    |
| 200 m               | Mary Onyali         | Nigeria | 22.66    | Falilat Ogunkoya                                                        | Nigeria | 22.95    | Tina Iheagwam                                               | Nigeria  | 23.56    |
| 400 m               | Francisca Chepkurui | Kenia   | 51.99    | Geraldine Shitandayi                                                    | Kenia   | 52.07    | Mercy Addy                                                  | Ghana    | 52.35    |
| 800 m               | Selina Chirchir     | Kenia   | 2:03.22  | Florence Wanjiru                                                        | Kenia   | 2:03.77  | Mary Chemweno                                               | Kenia    | 2:04.34  |
| 1500 m              | Selina Chirchir     | Kenia   | 4:13.91  | Susan Sirma                                                             | Kenia   | 4:14.12  | Evelyn Adiru                                                | Uganda   | 4:17.87  |
| 3000 m              | Susan Sirma         | Kenia   | 9:19.20  | Hellen Kimaiyo                                                          | Kenia   | 9:21.50  | Nata Nangae                                                 | Tansania | 9:31.17  |
| 10.000 m            | Leah Malot          | Kenia   | 33:58.15 | Marcianne Mukamurenzi                                                   | Ruanda  | 33:58.55 | Mary Kirui                                                  | Kenia    | 34:12.21 |
| 100 m Hürden        | Maria Usifo         | Nigeria | 13.29    | Diana Yankey                                                            | Ghana   | 13.73    | Nacèra Zaaboub                                              | Algerien | 13.80    |
| 400 m Hürden        | Maria Usifo         | Nigeria | 55.72    | Rose Tata-Muya                                                          | Kenia   | 55.94    | Zewde Hailemariam                                           | Algerien | 57.60    |
| 5000 m Gehen (Bahn) | Agnetha Chelimo     | Kenia   | 25:38.91 | Valeria Ndaliro                                                         | Kenia   | 25:41.15 | Monica Akoth                                                | Kenia    | 26:03.35 |
| 4 × 100 m           |                     | Nigeria | 43.44    |                                                                         | Ghana   | 44.43    | Geraldine Shitandayi Ruth Waithera Esther Kawaya Jane Wanja | Kenia    | 45.24    |
| 4 × 400 m           |                     | Nigeria | 3:27.08  | Geraldine Shitandayi Florence Wanjiru Esther Kawaya Francisca Chepkurui | Kenia   | 3:28.94  | Farida Kyakutema Evelyn Adiru Edith Nakiyingi Grace Buzu    | Uganda   | 3:34.41  |
|                     |                     |         |          |                                                                         |         |          |                                                             |          |          |

Die 400 m Hürden, die 10.000 m sowie das 5000-m-Gehen der Frauen wurden bei den Afrikaspielen 1987 erstmals ausgetragen. Der 3000-Meter-Lauf fand bei den Afrikaspielen nur 1987 und 1991 statt, danach wurden wie bei den Männern 5000 m gelaufen.
Sprung-, Stoß-, Wurfdisziplinen, Mehrkampf
| Disziplin   | Gold                 | Land     | Leistung    | Silber             | Land     | Leistung    | Bronze             | Land           | Leistung    |
| ----------- | -------------------- | -------- | ----------- | ------------------ | -------- | ----------- | ------------------ | -------------- | ----------- |
|             |                      |          |             |                    |          |             |                    |                |             |
| Hochsprung  | Awa Dioum-Ndiaye     | Senegal  | 1,80        | Nacèra Zaaboub     | Algerien | 1,78        | Constance Senghor  | Senegal        | 1,73        |
| Weitsprung  | Beatrice Utondu      | Nigeria  | 6,45        | Comfort Igeh       | Nigeria  | 6,19        | Albertine Koutouan | Elfenbeinküste | 6,05        |
| Kugelstoßen | Elizabeth Olaba      | Kenia    | 15,30       | Aïcha Dahmous      | Algerien | 13,84       | Martha Atieno      | Kenia          | 12,81       |
| Diskuswurf  | Jeanne Ngo Minyemeck | Kamerun  | 46,28       | Hanan Ahmed Khaled | Ägypten  | 45,12       | Aïcha Dahmous      | Algerien       | 44,80       |
| Speerwurf   | Samia Djémaa         | Algerien | 53,30       | Seraphina Nyauma   | Kenia    | 51,60       | Matilda Kisava     | Tansania       | 47,02       |
| Siebenkampf | Yasmina Azzizi       | Algerien | 5663 Punkte | Nacèra Zaaboub     | Algerien | 5565 Punkte | Frida Kiptala      | Kenia          | 4939 Punkte |
|             |                      |          |             |                    |          |             |                    |                |             |

Bei den letzten Afrikaspielen fand als Mehrkampfdisziplin bei den Frauen noch ein Fünfkampf statt. Ab 1987 wurde dann ein Siebenkampf durchgeführt. Der Dreisprung der Frauen wurde bei den Afrikaspielen erst 1995 eingeführt. Mit dem Stabhochsprung und dem Hammerwurf begann man im Jahr 1999 in Johannesburg.

### Radsport
Männer
| Wettbewerb                 | Gold                | Silber      | Bronze              |
| -------------------------- | ------------------- | ----------- | ------------------- |
| Straßenrennen (Einzel)     | Irbeh Sebti Benzine | Mohamed Mir | Reguigui Abdelkader |
| Straßenrennen (Mannschaft) |                     |             |                     |
| Zeitfahren (Einzel)        |                     |             |                     |
| Zeitfahren (Mannschaft)    |                     |             |                     |

### Ringen
Freistil
| Gewichtsklasse | Gold               | Silber             | Bronze            |
| -------------- | ------------------ | ------------------ | ----------------- |
| bis 48 kg      | Amos Ojo           | Djabout            | Tarek Ibrahim     |
| bis 52 kg      | Garba Lame         | Talla Diaw         | Abdel Douissi     |
| bis 57 kg      | Halim Hachaichi    | Abdelkader Bahloul | Odamo Sunday      |
| bis 62 kg      | Sabir Ahmad Hafiz  | Eugene Osuegbu     | Habib Lakhal      |
| bis 68 kg      | Mohamed El-Khodary | Mohammed Babangida | Bensalah Kais     |
| bis 74 kg      | Monday Eguabor     | Djiby Diouf        | Said Ahmed Mohsen |
| bis 82 kg      | Ali Said Gabr      | Victor Kodei       | Kamel Hammiche    |
| bis 90 kg      | Zouhair Seghaier   | Christian Iloanusi | Zaki Fouda        |
| bis 100 kg     | Jackson Bidei      | Ambroise Sarr      | Abdelkader Salah  |
| bis 130 kg     | Mamadou Sakho      | Olulu Dagu         | Hassan Abdel      |

Griechisch-römisch
| Gewichtsklasse | Gold                  | Silber               | Bronze              |
| -------------- | --------------------- | -------------------- | ------------------- |
| bis 48 kg      | Ashraf Abdel-Fatah    | Lamach Simon         | Mwanja Kombe        |
| bis 52 kg      | Samir Kamal           | Houimli Ali          | James Kisusya       |
| bis 57 kg      | Emad Abdel-Rahman     | Bahloul Abdel-Khaled | Chikhi Bachir       |
| bis 62 kg      | Abdellatif Abdellatif | Mazouz Ben Djedaa    | Habib Lakhal        |
| bis 68 kg      | Shaban Ibrahim        | Abdelkarim Naamani   | Bensalah Kais       |
| bis 74 kg      | Gaber Saber           | Richard Tanui        | Djiby Diouf         |
| bis 82 kg      | Soudy Raffat          | Kamel Hammiche       | Barthelmy Nto       |
| bis 90 kg      | Kamal Ibrahim         | Zouhair Seghaier     | Jean Youmbi         |
| bis 100 kg     | Ambroise Sarr         | Donald Maisiba       | Ahmed Abdel-Maksouk |
| bis 130 kg     | Mamadou Sakho         | Hassan El-Hadad      | Ramsaran Navind     |

### Schwimmen
Dominante Schwimmnationen bei den Afrikaspielen 1987 waren Ägypten, Tunesien und Algerien. Bei den Männern gewann der Tunesier Samir Bouchlaghem 4-mal Gold und 3-mal Silber und 2-mal Bronze. Bei den Frauen erhielt die Tunesierin Faten Ghattas neun Gold- und drei Silbermedaillen.

#### Männer
Medaillen
| Disziplin           | Gold               | Land     | Zeit     | Silber             | Land     | Zeit     | Bronze                    | Land             | Zeit     |
| ------------------- | ------------------ | -------- | -------- | ------------------ | -------- | -------- | ------------------------- | ---------------- | -------- |
|                     |                    |          |          |                    |          |          |                           |                  |          |
| 50 m Freistil       | Mohamed Youssef    | Ägypten  | 24.43    | Samir Bouchlaghem  | Tunesien |          | Heath Wirthe Mohamed Diop | Simbabwe Senegal |          |
| 100 m Freistil      | Mohamed Youssef    | Ägypten  | 53.84    | Ilyes Mahfoudhia   | Algerien | 54.55    | Vaughan Smith             | Simbabwe         | 54.62    |
| 200 m Freistil      | Moustafa Amine     | Ägypten  | 1:59.07  | Ibrahim Tamer      | Ägypten  |          | Sofiane Benchekour        | Algerien         |          |
| 400 m Freistil      | Ibrahim Tamer      | Ägypten  | 4:15.07  | Samir Bouchlaghem  | Tunesien | 4:16.14  | Fayçal Mbarek             | Algerien         | 4:16.16  |
| 1500 m Freistil     | Samir Bouchlaghem  | Tunesien | 17:18.42 | Mohamed Maaroof    | Ägypten  | 17:18.42 | Fayçal Mbarek             | Algerien         | 17:51.13 |
| 100 m Schmetterling | Ahmed Ghanem       | Ägypten  | 58.96    | Mohamed Samy       | Ägypten  | 60.30    | Graham Thompson           | Simbabwe         | 60.52    |
| 200 m Schmetterling | Samir Bouchlaghem  | Tunesien | 2:09.21  | Ahmed Ghanem       | Ägypten  |          | Imed Bouchlaghem          | Tunesien         |          |
| 100 m Brust         | Moustafa Amine     | Ägypten  | 1:11.75  | Tarek Khalafallah  | Ägypten  |          | Abdelhamid Daoud          | Algerien         |          |
| 200 m Brust         | Nabil Ben Aissa    | Tunesien | 2:31.33  | Hakim Chaouachi    | Tunesien | 2:37.60  | Ahmed Digha               | Algerien         | 2:38.46  |
| 100 m Rücken        | Moustafa Amine     | Ägypten  | 1:01.57  | Sofiane Benchekour | Algerien |          | Imed Shafei               | Ägypten          |          |
| 200 m Rücken        | Sofiane Benchekour | Algerien | 2:13.59  | Imed Shafei        | Ägypten  | 2:16.39  | Mohamed Zouaoui           | Tunesien         | 2:18.12  |
| 200 m Lagen         | Samir Bouchelaghem | Tunesien | 2:16.48  | Imed Shafei        | Ägypten  | 2:19.00  | Ibrahim Tamer             | Ägypten          | 2:19.28  |
| 400 m Lagen         | Samir Bouchelaghem | Tunesien | 4:54.61  | Ibrahim Tamer      | Ägypten  | 4:59.78  | Imed Shafei               | Ägypten          | 5:04.49  |
| 4 × 100 m Freistil  | Ägypten            |          | 3:59.25  | Algerien           |          | 3:40.84  | Tunesien                  |                  | 3:44.01  |
| 4 × 200 m Freistil  | Ägypten            |          | 8:08.46  | Tunesien           |          | 8:16.23  | Algerien                  |                  | 8:19.37  |
| 4 × 100 m Lagen     | Ägypten            |          | 4:05.73  | Algerien           |          | 4:08.52  | Tunesien                  |                  | 4:11.21  |
|                     |                    |          |          |                    |          |          |                           |                  |          |

Zum ersten Mal wurden bei den Afrikaspielen 1987 50 m Freistil, 400 m Lagen und 4 × 100 m Lagen geschwommen.

#### Frauen
Medaillen
| Disziplin           | Gold           | Land     | Zeit    | Silber            | Land     | Zeit    | Bronze          | Land     | Zeit     |
| ------------------- | -------------- | -------- | ------- | ----------------- | -------- | ------- | --------------- | -------- | -------- |
|                     |                |          |         |                   |          |         |                 |          |          |
| 100 m Freistil      | Myriam Mizouni | Tunesien | 1:02.45 | Zaza Affane       | Algerien | 1:03.49 | Azza Sandjar    | Ägypten  | 1:03.73  |
| 200 m Freistil      | Myriam Mizouni | Tunesien | 2:13.45 | Azza Sandjar      | Ägypten  | 2:16.45 | Amina Chenik    | Tunesien | 2:41.23  |
| 400 m Freistil      | Myriam Mizouni | Tunesien | 4:37.46 | Azza Sandjar      | Ägypten  | 4:43.11 | Zaza Affane     | Algerien | 4:49.58  |
| 800 m Freistil      | Myriam Mizouni | Tunesien | 9:39.66 | Azza Sandjar      | Ägypten  | 9:46.09 | Meriem Farid    | Ägypten  | 10:02.52 |
| 100 m Schmetterling | Zaza Affane    | Algerien | 1:09.17 | Lamia Nabil       | Ägypten  | 1:10.09 | Myriam Mizouni  | Tunesien | 1:10.62  |
| 200 m Schmetterling | Faten Afifi    | Ägypten  | 2:34.36 | Zaza Affane       | Algerien | 2:35.45 | Myriam Mizouni  | Tunesien | 2:36.17  |
| 100 m Brust         | Enuwuzo Ngozi  | Nigeria  | 1:22.39 | Royal Ebi         | Nigeria  | 1:24.36 | Donyazad Hakem  | Algerien | 1:24.57  |
| 200 m Brust         | Enuwuzo Ngozi  | Nigeria  | 3:00.62 | Fatha Bousoufiane | Algerien | 3:02.95 | Rym Zouaoui     | Tunesien | 3:03.67  |
| 100 m Rücken        | Myriam Mizouni | Tunesien | 1:12.23 | Cherif Mor        | Tunesien | 1:12.93 | Youssef Sahnoun | Tunesien | 1:14.50  |
| 200 m Rücken        | Khalal Gharibi | Tunesien | 2:37.98 | Lamia Nabil       | Ägypten  | 2:40.06 | Amina Chenik    | Tunesien | 2:41.23  |
| 400 m Lagen         | Myriam Mizouni | Tunesien | 5:25.45 | Affane Zaza       | Algerien | 5:32.60 | Meriem Farid    | Ägypten  | 5:38.37  |
| 4 × 100 m Freistil  | Tunesien       |          | 4:55.57 | Ägypten           |          | 5:00.97 | Algerien        |          | 5:04.04  |
| 4 × 100 m Lagen     | Tunesien       |          | 4:19.67 | Ägypten           |          | 4:23.67 | Algerien        |          | 4:??.84  |
|                     |                |          |         |                   |          |         |                 |          |          |

### Taekwondo
Männer
| Gewichtsklasse             | Gold            | Silber           | Bronze          |
| -------------------------- | --------------- | ---------------- | --------------- |
| Nadelgewicht (bis 50 kg)   | Anthony Mensah  | Lepasa           | Crispin Gachuhi |
| Fliegengewicht (bis 54 kg) | John Kariuki    | Innocent Mthembu | Ernest Olayo    |
| Bantamgewicht (bis 58 kg)  | John Phafoli    | Michael Amenu    | Henry Bwire     |
| Federgewicht (bis 64 kg)   | Molise Tau      | Felix Ayensu     | John Nyoroge    |
| Leichtgewicht (bis 70 kg)  | Dominic Kim     | Tyrone Lapidos   | Patrick Ngana   |
| Weltergewicht (bis 76 kg)  | Osborne Kunene  | George Ashiru    |                 |
| Mittelgewicht (bis 83 kg)  | Anthony Ilukhor | Letsie           | John Mboya      |
| Schwergewicht (über 83 kg) | Pius Ilukhor    | Patoli Mahao     |                 |

### Tennis
Für die Wettbewerbe hatten Teilnehmer aus achtzehn Nationen gemeldet:
- Ägypten
- Algerien
- Äthiopien
- Botswana
- Ghana
- Kamerun
- Volksrepublik Kongo
- Lesotho
- Madagaskar
- Niger
- Nigeria
- Senegal
- Swasiland
- Tansania
- Togo
- Tunesien
- Uganda
- Sambia

### Tischtennis
| Wettbewerb    | Gold                            | Silber                       | Bronze     |
| ------------- | ------------------------------- | ---------------------------- | ---------- |
| Herren Einzel | Atanda Musa                     | Yomi Bankole                 |            |
| Herren Doppel | Titus Omotara Atanda Musa       | Fatai Adeyemo Sule Olaleye   |            |
| Herren Team   | Nigeria                         | Ägypten                      | Madagaskar |
| Damen Einzel  | Iyabo Akanmu                    | Patricia Offei               |            |
| Damen Doppel  | Patricia Offei Patience Opokuah | Sherin El-Alfy Nihal Meshref |            |
| Damen Team    | Nigeria                         | Ghana                        | Ägypten    |
| Mixed         | Atanda Musa Kuburat Owolabi     | Bose Kaffo Titus Omotara     |            |

### Volleyball
|  | Halbfinale       | Halbfinale |            |   | Finale | Finale |
|  |                  |            |            |   |        |        |
|  | Kamerun          | 3          |            |   |        |        |
|  | Madagaskar       | 1          |            |   |        |        |
|  |                  |            |            |   |        |        |
|  |                  |            |            |   |        |        |
|  | Kamerun          | 3          |            |   |        |        |
|  |                  | Algerien   | 0          |   |        |        |
|  |                  |            |            |   |        |        |
|  | Spiel um Platz 3 |            |            |   |        |        |
|  |                  |            | Madagaskar | 0 |        |        |
|  | Algerien         |            | Nigeria    | 3 |        |        |
|  | Nigeria          |            |            |   |        |        |

|  | Halbfinale       | Halbfinale |           |   | Finale | Finale |
|  |                  |            |           |   |        |        |
|  | Ägypten          | 3          |           |   |        |        |
|  | Mauritius        | 1          |           |   |        |        |
|  |                  |            |           |   |        |        |
|  |                  |            |           |   |        |        |
|  | Ägypten          | 3          |           |   |        |        |
|  |                  | Kenia      | 1         |   |        |        |
|  |                  |            |           |   |        |        |
|  | Spiel um Platz 3 |            |           |   |        |        |
|  |                  |            | Mauritius | 3 |        |        |
|  | Kenia            | 3          | Ghana     | 1 |        |        |
|  | Ghana            | 1          |           |   |        |        |

## Medaillenspiegel
| Rang   | Land                | Gold | Silber | Bronze | Gesamt |
| ------ | ------------------- | ---- | ------ | ------ | ------ |
| 1      | Ägypten             | 47   | 28     | 26     | 101    |
| 2      | Nigeria             | 33   | 31     | 39     | 103    |
| 3      | Tunesien            | 23   | 16     | 17     | 56     |
| 4      | Kenia               | 22   | 23     | 22     | 67     |
| 5      | Algerien            | 17   | 25     | 24     | 66     |
| 6      | Senegal             | 7    | 5      | 8      | 20     |
| 7      | Simbabwe            | 3    | 5      | 7      | 15     |
| 8      | Äthiopien           | 3    | 4      | 3      | 10     |
| 9      | Ghana               | 2    | 6      | 1      | 9      |
| 9      | Kamerun             | 2    | 6      | 1      | 9      |
| 11     | Uganda              | 2    | 2      | 5      | 9      |
| 12     | Zaire               | 2    | 1      | 0      | 3      |
| 13     | Madagaskar          | 1    | 5      | 8      | 14     |
| 14     | Elfenbeinküste      | 1    | 1      | 4      | 6      |
| 15     | Angola              | 1    | 1      | 1      | 3      |
| 16     | Mauritius           | 1    | 0      | 4      | 5      |
| 17     | Tansania            | 0    | 2      | 6      | 8      |
| 18     | Volksrepublik Kongo | 0    | 2      | 0      | 2      |
| 19     | Ruanda              | 0    | 1      | 0      | 1      |
| 20     | Burundi             | 0    | 0      | 3      | 3      |
| 20     | Sambia              | 0    | 0      | 3      | 3      |
| 22     | Seychellen          | 0    | 0      | 2      | 2      |
| 23     | Malawi              | 0    | 0      | 1      | 1      |
| 23     | Mosambik            | 0    | 0      | 1      | 1      |
| 23     | Tschad              | 0    | 0      | 1      | 1      |
| Gesamt | Gesamt              | 167  | 164    | 187    | 518    |